# Lê Mỹ Huyên
Lê Mỹ Huyên (1939–2018) là một sĩ quan cấp cao của Quân đội nhân dân Việt Nam, hàm Thiếu tướng, nguyên Phó chủ nhiệm Tổng cục Kỹ thuật, Quân đội nhân dân Việt Nam (1993–2002)

## Thân thế và binh nghiệp
Lê Mỹ Huyên sinh năm 1939, quê quán tại xã Đức Thắng, huyện Mộ Đức, tỉnh Quảng Ngãi.
Từ năm 1957 đến năm 1961: Sinh viên Trường Đại học Bách khoa Hà Nội;
– Từ tháng 2-1962 đến tháng 5-1963: Học tại Trường 557 Cục Quân giới;
– Từ tháng 6-1963 đến tháng 1-1964: Công tác tại Xưởng Quân giới X10/Quân khu 5;
– Từ tháng 2-1964 đến tháng 12-1969: Phó ban Kỹ thuật/Phòng Quân giới/Quân khu 5;
– Từ tháng 1-1970 đến tháng 8-1974: Trưởng ban Kỹ thuật/Phòng Quân giới/Quân khu 5;
– Từ tháng 9-1974 đến tháng 3-1975: Xưởng trưởng Xưởng 38/Cục Hậu cần/Quân khu 5;
– Từ tháng 4-1975 đến tháng 10-1979: Giám đốc Xưởng Sửa chữa tổng hợp 387/Quân khu 5;
– Từ tháng 11-1979 đến tháng 8-1984: Trưởng phòng Tham mưu/Cục Kỹ thuật/Quân khu 5;
– Từ tháng 9-1984 đến tháng 9-1988: Phó chủ nhiệm Kỹ thuật Quân khu 5;
– Từ tháng 10-1988 đến tháng 10-1993: Chủ nhiệm Kỹ thuật Quân khu 5;
– Từ tháng 11-1993 đến tháng 9-1994: Phó chủ nhiệm Tổng cục Kỹ thuật;
– Từ tháng 10-1994 đến tháng 10-1995: Học viên bổ túc cao cấp lý luận chính trị, Học viện Chính trị;
– Từ tháng 11-1995 đến tháng 11-1996: Phó chủ nhiệm Tổng cục Kỹ thuật;
– Từ tháng 12-1996 đến tháng 1-1998: Phó chủ nhiệm, phụ trách Tổng cục Kỹ thuật;
– Từ tháng 2-1998 đến tháng 7-2002: Phó chủ nhiệm Tổng cục Kỹ thuật;
Lê Mỹ Huyên được phong quân hàm Thiếu tướng tháng 11-1994.
Tháng 8-2002, Lê Mỹ Huyên được Đảng, Nhà nước, quân đội cho nghỉ hưu.
Lê Mỹ Huyên qua đời lúc 3h30 ngày 1 tháng 10 năm 2018 tại Bệnh viện Trung ương Quân đội 108.